# 조르당 아마비
조르당 케뱅 아마비(프랑스어: Jordan Kevin Amavi, 1993년 3월 1일 ~ )는 프랑스의 축구 선수이다. 포지션은 수비수이며, 현재 소속팀 브레스투아에서 활약하고 있다.